# Delight (EP)
Delight é o primeiro extended Play (EP) japonês do cantor sul-coreano Daesung, mais conhecido por seu nome artístico D-Lite no Japão. Foi lançado em 29 de outubro de 2014 pela YGEX e difere-se dos lançamentos anteriores de Daesung por explorar outros estilos musicais além do pop rock. Sua faixa título é o single de trot "Look at me, Gwisun", que havia sido lançado previamente em língua coreana, como um single digital durante o ano de 2008. Com o lançamento de Delight, a canção foi relançada como um single japonês. 
Comercialmente, Delight obteve um desempenho exitoso, alcançando o topo tanto da parada diária quanto semanal da Oricon Albums Chart no Japão.

## Antecedentes e lançamento
Em 18 de setembro de 2014, a YG Entertainment anunciou que Daesung iria lançar um álbum conceitual, com data de lançamento para 29 de outubro do mesmo ano, em celebração a temporada de fim de ano. Daesung descreveu o material como: "um projeto que reflete um novo lado de mim, separado do Big Bang". Sua lista de faixas inclui nove versões de quatro canções, dentre elas três canções são pertencentes ao gênero japonês enka. Seu single principal "Look at me, Gwisun", que contém letras pertencentes originalmente a G-Dragon, recebeu uma versão em língua japonesa composta por Kenichi Maeyamada.
Delight foi lançado em ambos os formatos físico e digital e nas edições de CD e CD+DVD, com o segundo incluindo os vídeos musicais do single "Look at me, Gwisun" e de "Shut Up", canção pertencente a seu segundo álbum de estúdio D'slove (2014), além disso, o material inclui um vídeo de verão intitulado How to Enjoy Vacation in Hokkaido.

## Lista de faixas
| Delight – Edição padrão |                                           |                             |                 |         |  |
| N.º                     | Título                                    | Letras                      | Música          | Duração |  |
| 1.                      | "Look at Me, Gwisun" (versão japonesa)    | G-Dragon, Kenichi Maeyamada | G-Dragon, Kush  | 2:48    |  |
| 2.                      | "Big Hit" (versão japonesa; テバギヤ)     | G-Dragon, Kenichi Maeyamada | G-Dragon        | 3:11    |  |
| 3.                      | "Old Diary" (古い日記)                    | Yasui Kazumi                | Kōji Makaino    | 2:48    |  |
| 4.                      | "Just Can’t Stop It" (どうにもとまらない) | Yū Aku                      | Shunichi Tokura | 3:03    |  |
| 5.                      | "Look at Me, Gwisun" (EDM remix)          | G-Dragon, Kenichi Maeyamada | G-Dragon, Kush  | 3:24    |  |
| 6.                      | "Look at Me, Gwisun" (versão karaokê)     | G-Dragon, Kenichi Maeyamada | G-Dragon, Kush  | 2:47    |  |
| 7.                      | "Big Hit" (versão karaokê)                | Yasui Kazumi                | G-Dragon        | 3:11    |  |
| 8.                      | "Old Diary" (versão karaokê)              | Misia                       | Kōji Makaino    | 2:47    |  |
| 9.                      | "Just Can’t Stop It" (versão karaokê)     | Yū Aku                      | Shunichi Tokura | 3:05    |  |
| Duração total:          | Duração total:                            | Duração total:              | Duração total:  | 27:09   |  |

| Conteúdo bônus em DVD – Edição CD+DVD |                                            |         |  |
| N.º                                   | Título                                     | Duração |  |
| 1.                                    | "Look at Me, Gwisun" (Vídeo musical)       |         |  |
| 2.                                    | "Making of de Look at Me, Gwisun"          |         |  |
| 3.                                    | "Shut Up" (Vídeo musical)                  |         |  |
| 4.                                    | "Making of de Shut Up"                     |         |  |
| 5.                                    | "To-san’s How to Enjoy Summer in Hokkaido" |         |  |

## Desempenho nas paradas musicais
Após o seu lançamento, Delight obteve vendas de mais de 65,048 mil cópias no Japão em apenas um dia e atingiu o topo da parada diária da Oricon Albums Chart. Mais tarde, o EP também liderou a respectiva parada semanal da Oricon Albums Chart adquirindo vendas de 71 mil cópias, o que tornou Delight, o álbum com a melhor primeira semana de vendas de Daesung no país. Além disso, Delight tornou-se seu primeiro álbum a figurar no top 100 de álbuns mais vendidos da parada anual da Oricon Albums Chart.

### Posições
| Paradas (2014)                           | Melhor posição |
| ---------------------------------------- | -------------- |
| Japão (Billboard Japan Top Albums Sales) | 17             |
| Japão (Oricon Daily Albums Chart)        | 1              |
| Japão (Oricon Weekly Albums Chart)       | 1              |
| Japão (Oricon Yearly Albums Chart)       | 64             |

## Histórico de lançamento
| Região | Data                  | Formato                     | Gravadora |
| ------ | --------------------- | --------------------------- | --------- |
| Japão  | 29 de outubro de 2014 | CD CD+ DVD download digital | YGEX      |